# 青坂神社
青坂神社（せいばんじんじゃ、青阪神社）は岐阜県不破郡関ケ原町今須にある鎌倉景政を祀る神社。関ケ原今須領主長江氏ゆかりの神社である。
承久の乱の後、不破郡今須の地に新補地頭として赴いた長江秀景が祖先の鎌倉景政を祀る社を築いたのが始まりである。正確な創建年は不詳。美濃国神名帳にある従四位下青坂明神ないし従五位下長江明神が当社を指すとされる。正平15年（1360年）に長江重景が妙応寺を開くとその鎮守社となった。明治3年（1870年）に今須宿本陣にあった徳川家康の腰かけ石が境内に移されるが、2016年（平成28年）に妙応寺に移された。